# 联合市站
联合市站是舊金山灣區捷運系統的一个车站，位于加利福尼亚州阿拉米達縣联合市中心的阿尔瓦拉多·奈尔斯路与德科托路交叉口东北角，1972年9月11日启用，目前有橙线和绿线经过本站。截至2013财年，本站平均每日进出站客流量为4474人次。

## 车站结构
联合市站为地面车站，有2个侧式站台、2条股道，站台中部设有通往站厅的升降机。
| 站台层 | 侧式站台，右边车门将会开启 | 侧式站台，右边车门将会开启                                            |
| 站台层 | 北行/西行                  | █橙线列车往列治文方向（南海沃德） · █绿线列车往戴利城方向（南海沃德） |
| 站台层 | 南行/东行                  | → █橙线列车往费利蒙方向（费利蒙） · → █绿线列车往费利蒙方向（费利蒙） |
| 站台层 | 侧式站台，右边车门将会开启 |                                                                       |
| 地面层 | 街道                       | 出入口                                                                |
| 地面层 | 夹层                       | 进出站闸机、票务服务                                                  |

2008年2月，联合市及湾区捷运提出将本站改为多式联运车站的计划，包括各类接驳设施的一期工程已于2010年完成。
本站原本只有西侧的一个出入口，而位于车站东侧的第二个出入口截至2016年仍然在建，该工程同时涉及对站厅的改造。

## 接驳交通
本站南侧的车站路设有巴士站，可乘坐由東灣公交（AC Transit）、邓巴顿特快、联合市公交承运的巴士线路前往纽瓦克、佛利蒙等舊金山灣區城市。
东湾公交路线
97, 99, 216（仅限平日）, 232, 264（仅限平日）, 275, 332（仅限周末、假期）, 333（平日晚间）, 345（仅限周末、假期）；801（夜班车）
邓巴顿特快路线
DB, DB1
联合市公交路线
1, 2, 3, 4, 5, 6, 8, 9
此外，本站设有1197个停车位。

## 临近车站
| 上一站                      | 旧金山湾区捷运 | 旧金山湾区捷运 | 旧金山湾区捷运 | 下一站                    |
| --------------------------- | -------------- | -------------- | -------------- | ------------------------- |
| 南海沃德往贝里埃萨/北圣何塞 |                | 橙线           |                | 费利蒙往里奇蒙            |
| 南海沃德往戴利城            |                | 绿线           |                | 费利蒙往贝里埃萨/北圣何塞 |